# Lovastusa

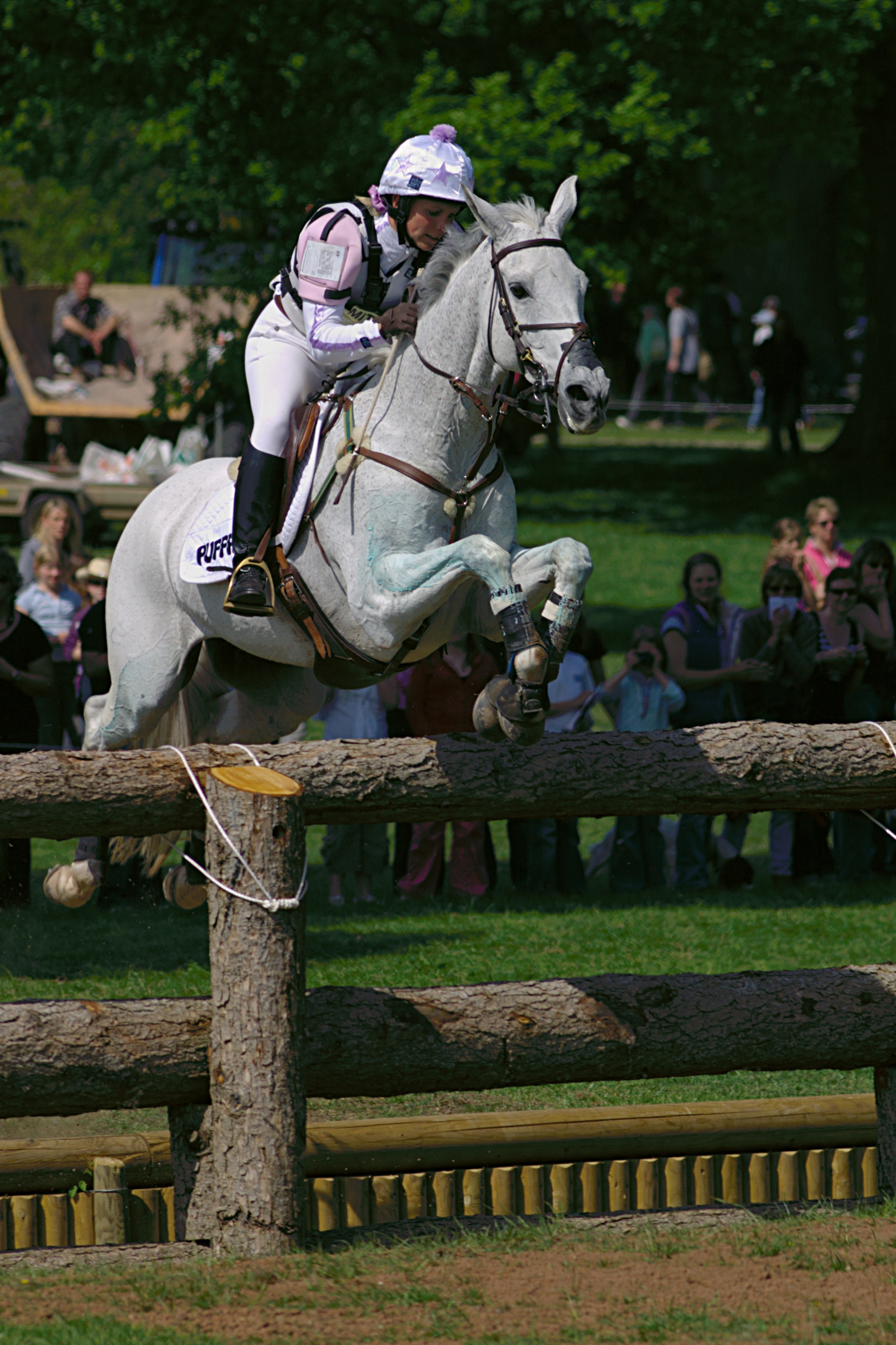
Terepverseny a lovastusán

A lovastusa (military, háromnapos verseny) egy olyan lovas sportág, amely három részből áll: díjlovaglásból, természetes akadályokkal tűzdelt tereplovaglásból és díjugratásból. A lovastusa a legkomolyabb kihívást jelenti a lovassportok között, hiszen igen magas szintű sokoldalúságot követel ló és lovas részéről egyaránt. A mai szabályok szerint a három versenyrészt három egymás követő napon tartják meg, és a lovasnak természetesen mind a három részt ugyanazzal a lóval kell teljesítenie. A sportág eredetileg a katonasághoz kötődik, a kiképzés és a versenyek során a lovak alapvető képességeit mérték fel: az engedelmességet, a kitartást és az ugró képességet. A lovastusának az egyes országokban és adott korokban más-más volt a lebonyolítási rendszere, napjainkban a háromnapos verseny az általános. 
Az utóbbi időben állatvédők változó hevességgel támadják a lovastusát. Szerintük a versenysorozat és az edzések (valamint a néha tagadhatatlanul előforduló lódopping) károsan túlterhelik a versenylovak szervezetét, ezért a military betiltását követelik. A lovastusa hívei szerint a sportág határozottan és szervezetten óvja az állatok egészségét, a Nemzetközi Lovas Szövetség (FEI) szabályzatának értelmében minden versenyen a lovak és a lovasok biztonsága a legfontosabb szempont: a versenyek előtt és közben is állatorvosok vizsgálják meg a lovakat, és a nem megfelelő állapotban lévő lovakat nem engedik elindulni, illetve a versenyszámok közben a sérült vagy kimerült paripákat eltiltják a verseny további részétől.

## Története
A lovastusa történetét a 18. századi Poroszországig lehet visszavezetni, ahol kifejlődött az ún. „Champagne” lovaglás iskolája. Az iskola célja olyan katonalovak kiképzése volt, amelynek központjában az engedelmesség, a gyorsaság, a fordulékonyság és a terepbiztonság elsajátítása volt.
Az első – a maira emlékeztető szabályok szerinti – lovastusa versenyt Dublinban rendezték meg, 1864-ben. A következő években folyamatosan finomítottak a szabályokon, először a díjugratás szerepét növelték a díjlovaglás rovására, de a terepverseny szerepe megmaradt. Az első nemzetközi lovastusa versenyt 1905-ben Belgium rendezte. A verseny neve Military International volt, innen származik a military, a sportág sokáig használatban lévő neve. Ezt követte – viszonylag rövid idő múlva – a sportág olimpiai bemutatkozása az 1912. évi nyári olimpiai játékokon, Stockholmban. A versenyen 11 ország vett részt, csupa katonatiszt. A terepversenyen, amely inkább távlovaglás jellegű volt, meglehetősen hosszú távot, mintegy 60 km-t kellett lovagolni (4 óra alatt), a cross-ra 15 perc volt megadva. Az első igazán nagyszabású olimpiai versenyt az 1924-es párizsi olimpián rendezték.
Az 1960-as római olimpián az „A” és a „C” ügetőszakasz hossza 20 kilométer volt, a dimbes-dombos versenypálya (steeple) 3600 méter hosszú, a cross 8100 méter volt, amit még egy kb. 2 kilométeres járógalopp követett (összesen 34,6 km). A versenyen csak kevesen lovagolták ki az összes jó pontot a versenypályán (690 m/perc), mert takarékoskodni kellett a lovak erejével. A cross-on egy résztvevő volt gyorsabb 570 m/perc-nél, a többiek 500 métert és lassabb iramot mentek.
Az 1960-as években a terepviszonyok komoly változása miatt 10 perces kötelező pihenőt vezettek be, aminek révén a terep utolsó szakasza gyorsabb tempóban lovagolható (ennek összes hátrányával együtt). Az olimpiai feltételek először 1984-ben, Los Angelesben változtak (16 km-es ügetőszakaszok, 220 m/perces iram). A versenypálya 3105 méter, a cross 7410 méter (összesen 26,5 km) volt.

## Lebonyolítása
A lovastusa három – egymástól meglehetősen eltérő jellegű – versenyszámból áll: díjlovaglásból, terepversenyből és ugrásból. A versenyt három, egymást követő napon bonyolítják le, ugyanazon lóval és lovassal. Az első napon díjlovaglást rendezik, amelynek során a lovasok a szokásos díjlovagló négyszögben (20×60 m vagy 20×40 m) teljesítik a részversenyt. A bírók az egyensúlyt, a ritmust, a hajlékonyságot, a ló engedelmességét és a ló és lovasa harmóniáját értékelik. Az eredményt hibapontokká alakítják, úgy, hogy a legjobb díjlovagló programért jár a legkevesebb hibapont.
A terepverseny általában két szakaszból áll: az első („A”) az ún. kisügető szakasz, a másik a „D”, vagyis terepakadály szakasz (cross). Az akadályok szilárdan építettek vagy üthetőek, és a természetesség hatását keltő tárgyakból állnak (rudak, kőfalak, sövények stb.), vagy a természetes környezet részét képezik (patakok, tavak, árkok stb.), valamint ezek kombinációi. Az egyes szakaszok feladatait (iram, akadályok stb.) a lovastusa-szabályzat tartalmazza. Az ellenszegülésért, a lóról való leesésért és időtúllépésért hibapont jár. Bukás vagy négyszeri ellenszegülés esetén kizárják a versenyzőt.

A verseny harmadik eleme az ugróversenyszám, amit a díjugratás szokásos szabályai szerint bírálnak el. Ebben a versenyszámban 500–800 méter hosszú zárt pályán 10–14 120–130 centiméteres ugrást kell teljesíteni, melynek során a ló ugróképessége, idomítottsága és lovagolhatósága a meghatározó.
A lovastusa versenyt az a versenyző nyeri, aki a három versenynap összesített legjobbja, azaz aki a legkevesebb hibapontot gyűjti össze.

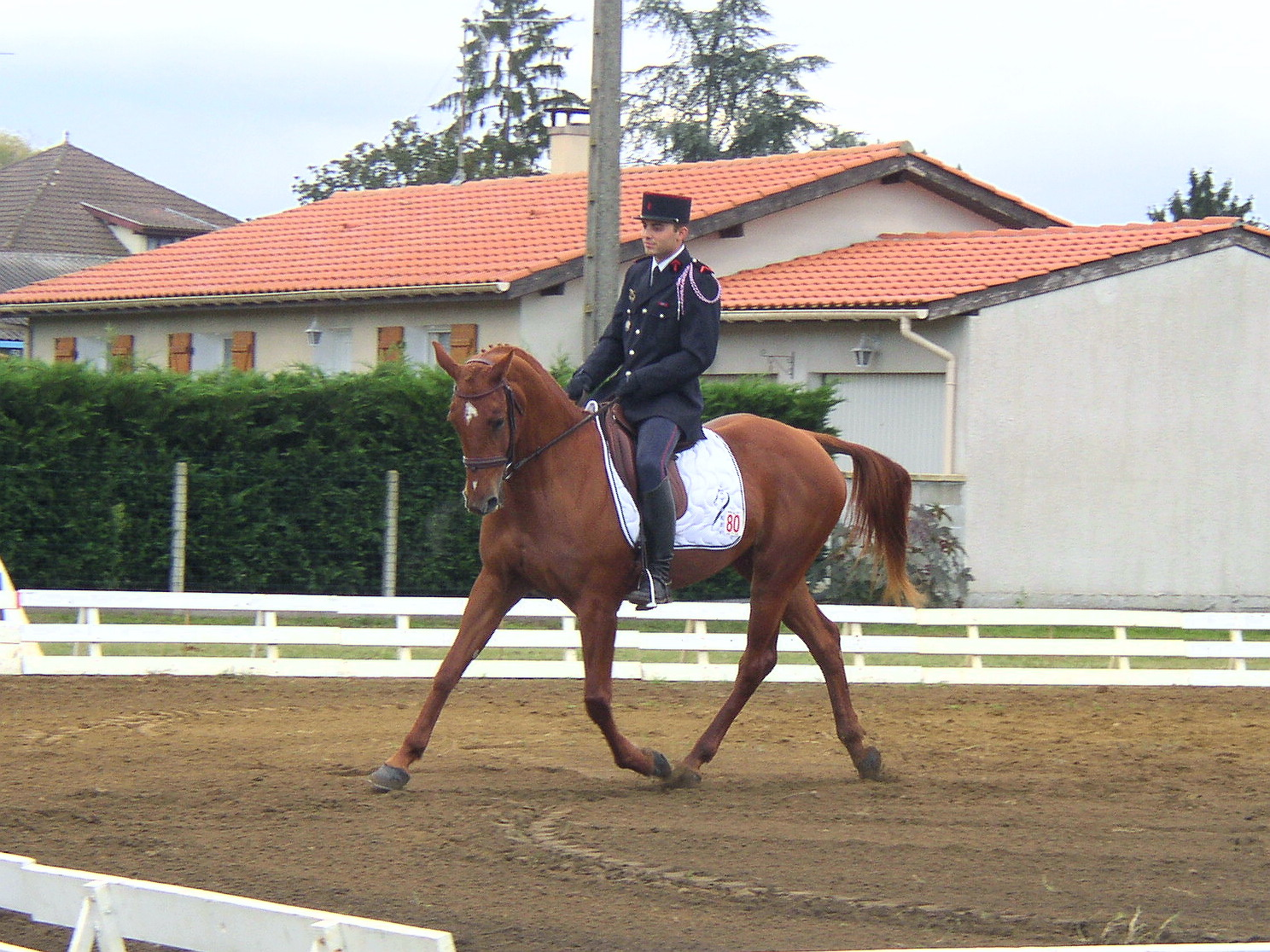
Díjlovaglás
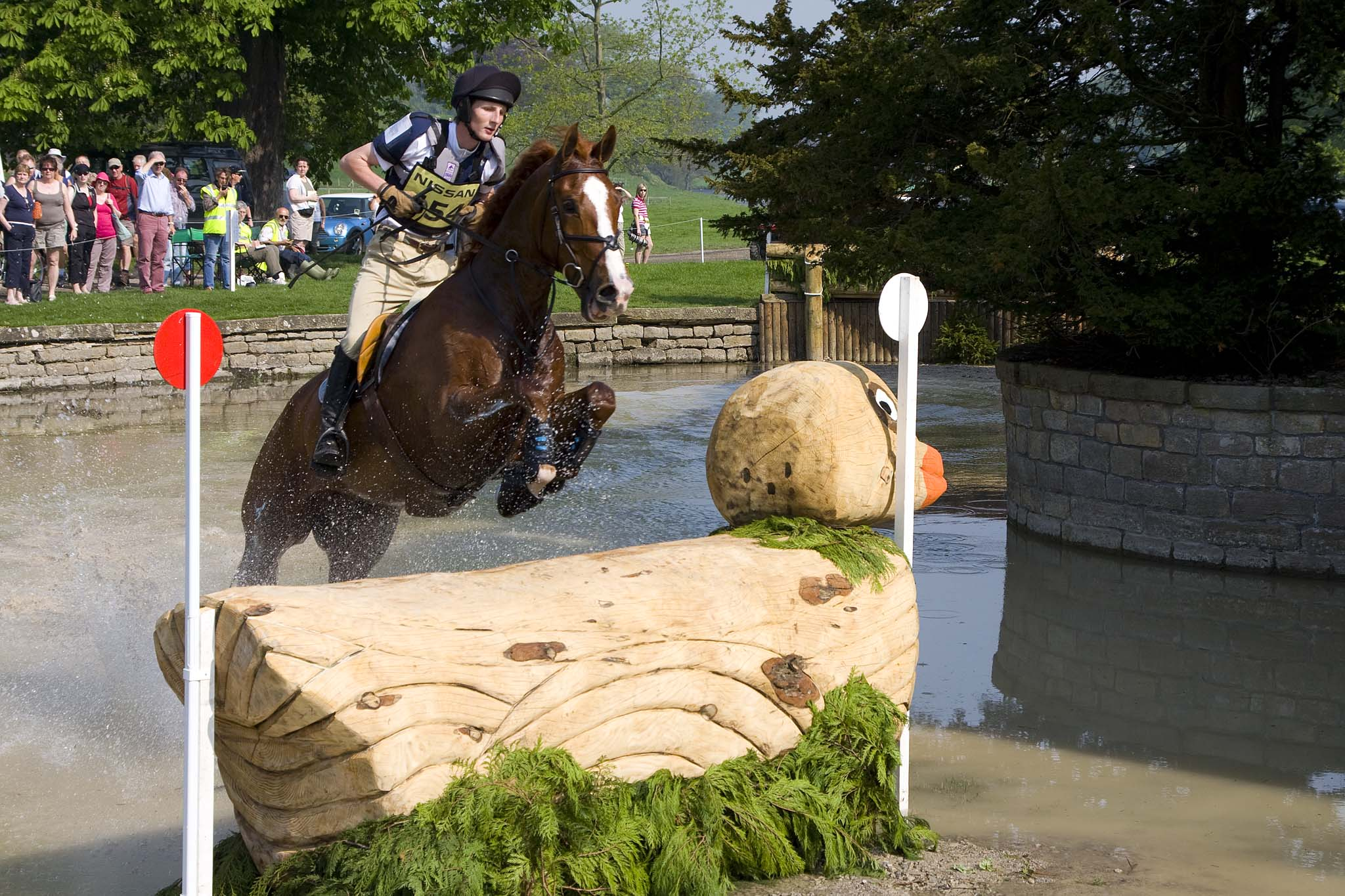
Tereplovaglás
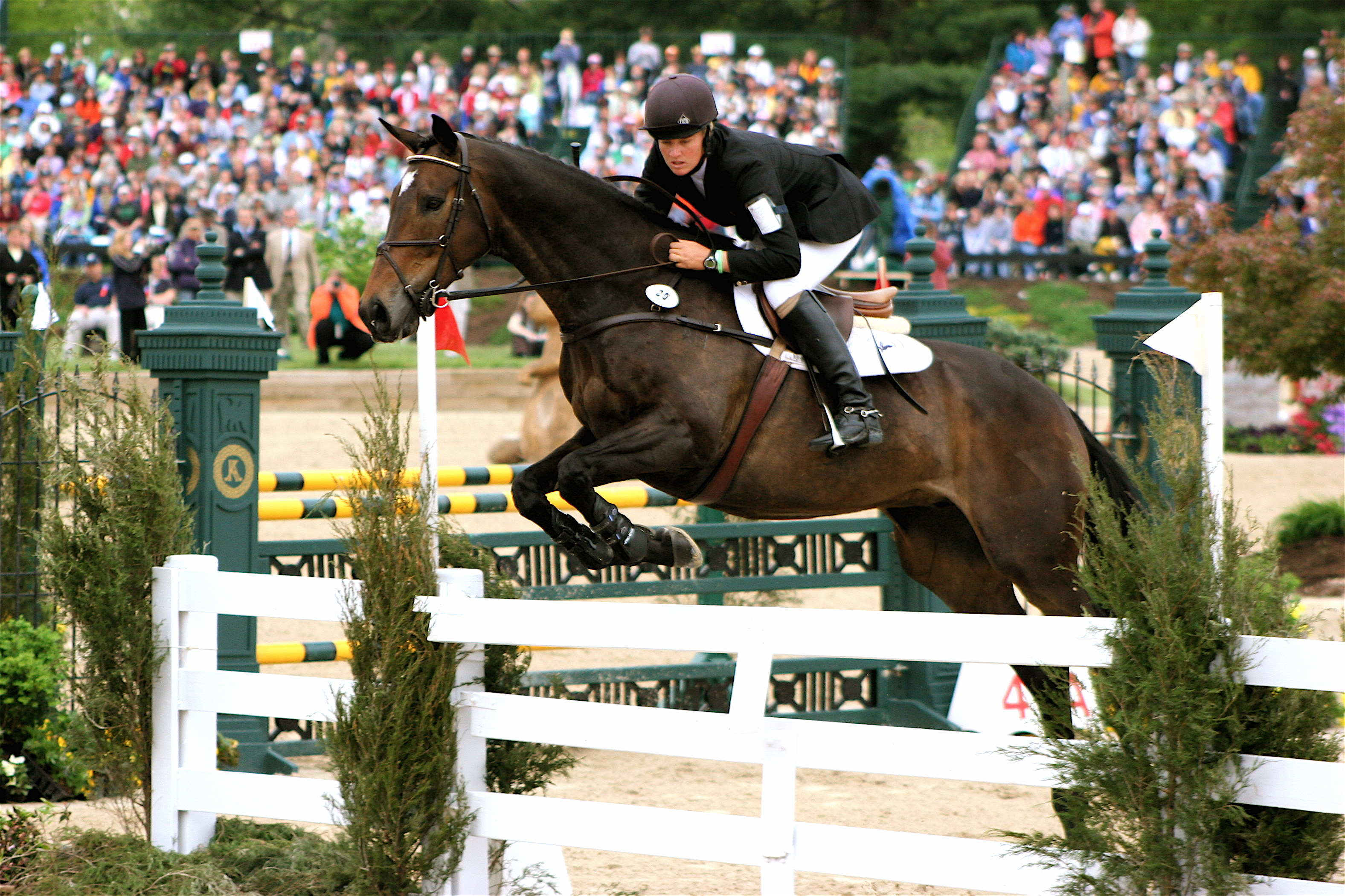
Díjugratás

## Ló és lovasa
A militaryló alkatában is eltér a másik két lovassport (díjlovaglás, díjugratás) lovaitól. Nélkülözhetetlen tulajdonsága a szívósság és kitartás, emellett rendkívüli vágtázó- és ugróképességgel, fordulékonysággal és gyorsasággal is kell rendelkeznie. Ezeket a feladatokat azonban csak akkor tudja megfelelő szinten teljesíteni, ha lovasa iránt feltétlen engedelmességet tanúsít, ugyanakkor eléggé bátor is, ami az egyes akadályok (be nem látható helyre ugrás, vízbe ugrás stb.) teljesítéséhez szükséges. Mindemellett a lónak meg kell felelnie a díjugratás és a díjlovaglás fő kitételeinek is. A lovasnak is rendelkeznie kell a két másik szakág (díjugratás, díjlovaglás) lovasainak tulajdonságaival, ugyanakkor komoly fizikai erőnléttel is kell rendelkeznie. A lovastusában a nő és a férfi lovasok együtt versenyeznek.